# MPU-401

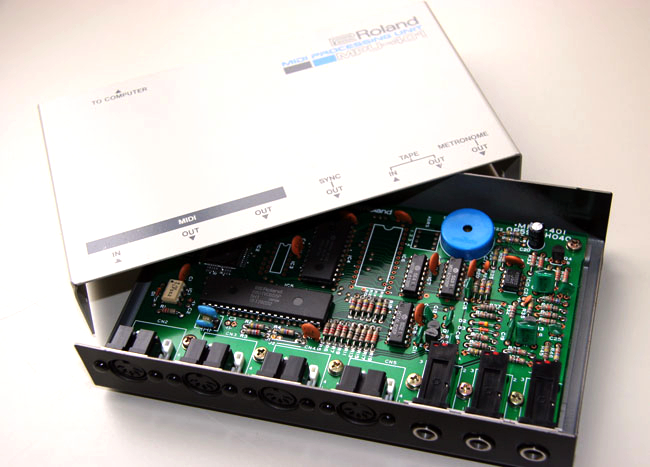
Roland MPU-401, geöffnet.

MPU-401 (MIDI Processing Unit, MIDI-Verarbeitungseinheit) war ein wichtiger Standard für MIDI-Schnittstellen für PCs, ursprünglich vorgestellt von der Firma Roland, welche sich auch an der Definition des MIDI-Standards beteiligte.
Die ursprüngliche MPU-401 war eine externe Breakout-Box, welche über Anschlüsse für MIDI IN/MIDI OUT/MIDI THRU/TAPE IN/TAPE OUT/MIDI SYNC verfügte und zusammen mit einer separat zu erwerbenden, für jedes Computersystem spezifischen Erweiterungskarte/-kassette (sogenannte „MPU-401 Interface Kits“) betrieben wurde. Für diese Kombination wurden folgende Schnittstellenkarten angeboten:
- MIF-APL: Für den Apple II.
- MIF-C64: Für den Commodore 64.
- MIF-FM7: Für den Fujitsu FM7.
- MIF-IPC: Für den IBM-PC/IBM XT und kompatible.
- MIF-IPC-A: Für den IBM AT. Die ursprüngliche MIF-IPC arbeitete mit schnelleren Prozessoren nicht verlässlich.
- MIF-MSX: Für den MSX.
- MIF-PC8: Für die NEC PC-88-Serie.
- MIF-PC98: Für die NEC PC-98-Serie.
- MIF-X1: Für den Sharp X1.

Später verlagerte Roland die meiste Elektronik von der Breakout-Box auf die Schnittstellenkarte selbst, wodurch sich die Größe der Breakout-Box verringerte:
- MPU-IPC: Für den IBM-PC/IBM XT/IBM AT und kompatible (8-Bit ISA).
- MPU-IPC-T: Für den IBM-PC/IBM XT/IBM AT und kompatible (8-Bit ISA). Der MIDI SYNC-Anschluss wurde entfernt, und die I/O-Adresse sowie die IRQ-Leitung konnten erstmals mittels Jumper verstellt werden.
- MPU-IMC: Für den IBM PS/2 und seinen Micro-Channel-Architecture-Bus.
- LAPC-I: Für den IBM-PC und kompatible. Enthält die Roland CM-32L-Klangquelle. Die Breakout-Box für diese Karte (MCB-1) wurde separat verkauft.
- LAPC-N: Für die NEC PC-98-Serie. Enthält die Roland CM-32L-Klangquelle. Die Breakout-Box für diese Karte (MCB-1) wurde separat verkauft.
- RAP-10: Für den IBM AT und kompatible (16-bit ISA). Enthält eine General-MIDI-kompatible Klangquelle. Nur für UART-Modus. Die Breakout-Box für diese Karte (MCB-10) wurde separat verkauft.
- SCP-55: Für IBM-kompatible Laptops (PCMCIA). Enthält die Roland SC-55-Klangquelle. Die Breakout-Box für diese Karte (MCB-3) wurde separat verkauft.

Schließlich verzichtete man ganz auf die Breakout-Box und versetzte alle Anschlüsse auf die Rückseite der Steckkarte:

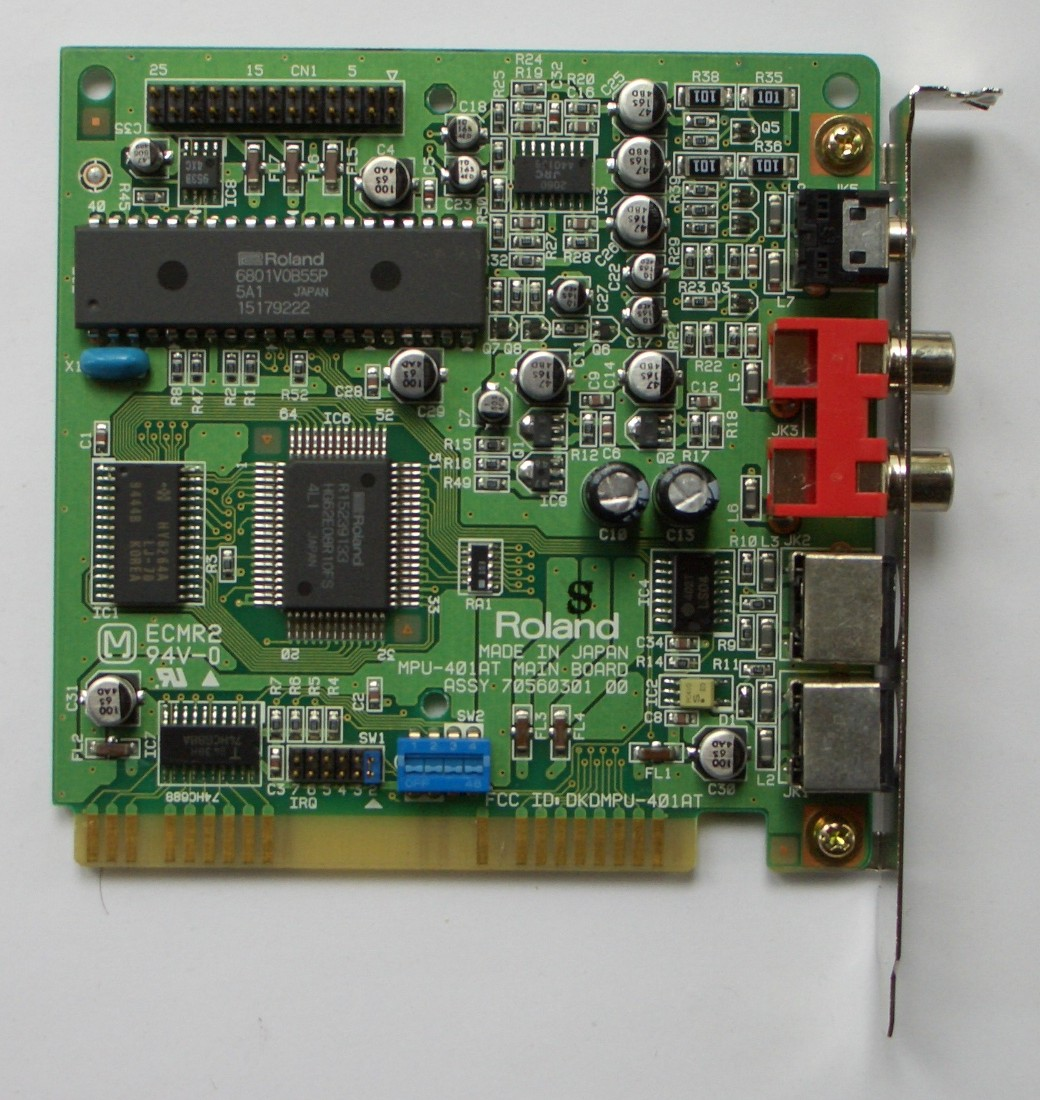
Roland MPU-401/AT

- MPU-401/AT: Für IBM AT und kompatible. Enthält einen Anschluss für Wavetable-Daughterboards.
- MPU-PC98: Für den NEC PC-98.
- MPU-PC98II: Für den NEC PC-98.
- SCC-1: Für den IBM-PC und kompatible. Enthält die Roland SC-55-Klangquelle.

Die MPU-401 kann in zwei Modi arbeiten: Normal und UART. Im Normalmodus stehen dem Hostsystem Dinge wie ein 8-Spur-Sequenzer, ein Metronom oder die Ausgabe von Synchronisationsimpulsen zur Verfügung; wegen dieser Leistungsmerkmale wird der Normalmodus oft auch als „intelligenter Modus“ bezeichnet, im Gegensatz zum UART-Modus, welcher die MPU-401 darauf reduziert, ein- und ausgehende MIDI-Datenbytes weiterzuleiten.
Dadurch, dass die Rechner immer leistungsfähiger wurden, sind die Möglichkeiten des „intelligenten Modus“ überflüssig geworden, da es effizienter wurde, sie durch entsprechende Softwareroutinen bereitzustellen. Somit wurde der UART-Modus vorherrschend, was so weit ging, dass die meisten kompatiblen Karten (z. B. Sound Blaster 16) den „intelligenten Modus“ überhaupt nicht mehr unterstützen.
Während der Linux-Kernel bis heute (2020, Linux V5.5.x) einen Treiber für MPU-401 enthält, bietet das Betriebssystem Microsoft Windows ab Windows Vista keinerlei Unterstützung mehr für MPU-401.
Roland stellt allerdings einen Treiber bereit, welcher die Verwendung von MIDI-Modulen am RS232-Port ermöglicht (Roland MIDI SerialOut Driver).